# Wapen van Reest en Wieden

Wapen van Reest en Wieden

Het wapen van Reest en Wieden werd op 20 juni 2000 aan het waterschap Reest en Wieden toegekend. Dit waterschap was in 2000 ontstaan uit een fusie van de waterschappen Meppelerdiep, Wold en Wieden, een deel van Groot-Salland en een deel van het Zuiveringsschap Drenthe.

## Blazoenering
De blazoenering van het wapen luidt als volgt:
Geschuind; I gekrukt van sabel en zilver; II effen sinopel; over alles heen een linkerschuinbalk van zilver. Het schild gedekt met een gouden kroon van drie bladeren en twee parels.
Het wapen bestaat uit twee van (heraldisch) rechtsboven naar linksonder schuinsgewijs van elkaar gescheiden vlakken, het eerste bestaat uit krukken die afwisselend zwart en wit van kleur zijn, het tweede is egaal groen gekleurd. Hier overheen ligt een witte schuine streep die van (heraldisch) linksboven naar rechtsonder loopt. In de heraldiek zijn links en rechts van achter het schild gezien, dus voor de toeschouwer zijn deze verwisseld. Het schild wordt gedekt door een gravenkroon.

## Geschiedenis
Het schild is deels gebaseerd op de wapens van de voorgangers. De linkerschuinbalk komt uit het wapen van Meppelerdiep. De richting waarin deze balk loopt symboliseert de richting waarin het water in het beheersgebied afwatert. De velden symboliseren het hoogveen in het noordoosten en de weidegrond in het zuidwesten.
Hoewel Reest en Wieden een wapen heeft, gebruikt het waterschap meestal een eigen logo in de communicatie.

## Vergelijkbare wapens
Het wapen is op historische basis verwant en gebaseerd aan de volgende wapens:

Het wapen van Groot-Salland
Het wapen van Meppelerdiep
Het wapen van Wold en Wieden
Het wapen van Zuiveringsschap Drenthe

Drentse Aa ·
Amsterdamscheveld ·
Bargerbeek ·
Eemszijlvest ·
Emmer-Erfscheidenveen ·
Hesselte ·
Hunze en Aa ·
Loo- en Drostendiep ·
Meppelerdiep ·
Middenveld ·
De Monden ·
Nijeveen-Kolderveen ·
Noordenveld ·
Oostermoerse Vaart ·
De Oude Vaart ·
Reest en Wieden ·
Riegmeer ·
De Runde ·
Smilde ·
't Suydevelt ·
De Veenmarken ·
De Vledder en Wapserveense Aa ·
Weerdinge ·
De Wold Aa ·
Wold en Wieden ·
Zuiveringsschap Drenthe